# Златно доба Холандије
Златно доба Холандије (хол. De Gouden Eeuw) је период у историји Холандије који отприлике одговара 17. веку, када су холандска трговина, наука и уметности били међу водећима у свету.

## Порекло
Седам низоземских провинција је 1568. склопило Утрехтску унију што је био почетак побуне против Филипа II. То је довело до Осамдесетогодишњег рата. Пре него што су могле да се позабаве холандском побуном, избио је рат између Шпаније и Енглеске, па су шпанске трупе су морале да се боре против енглеских. Филипове трупе заузеле су важне трговачке градове Бриж и Гент. Антверпен, који је у то доба био вероватно најважнија трговачка лука на свету, заузет је 17. августа 1585. Тиме је завршен рат у Јужној Низоземској (територија која одговара данашњој Белгији). Република уједињених седам провинција (Холандија) наставила је да се бори до Вестфалског мира 1648.
Шпанско освајање Јужне Низоземске испровоцирала је бег богатих калвинистичких трговаца на север. Многи су побегли у Амстердам, где је у то време постојала мала лука, која се у XVII веку развила у једну од најважнијих светских лука. Ова миграција трговаца се може назвати „стварање новог Антверпена“. Масовна миграција из Брабанта и Фландрије била је значајан фактор у Златном добу Холандије.
Било је и других група које су се масовно насељавале у Холандији поред оних из Јужне Низоземске. Ту су дошли сефардски јевреји из Португалије и Шпаније, и касније хугеноти из Француске.
Постојали су и други фактори су доринели процвату трговине, мануфактуре, науке и уметности у ово доба. Неопходна услов је била јефтина енергија коју су давале ветрењаче и тресет, који се лако транспортовао каналима до градова. Појава пилана омогућила је изградњу велике флоте бродова која је била неопходна за светску трговину и војну одбрану комерцијалних интереса републике.

### Богатство
Холанђани, традиционално добри морепловци и картографи, доминирали су у XVII веку светском трговином. Ту позицију су претходно држали Португалци и Шпанци. После Холанђана, примат ће припасти Енглезима (касније Уједињено Краљевство), и то после дугог периода ривалства који је кулминирао поморским Англо-холандским ратовима. Ти ратови нису били једини разлог опадања холандске моћи.
Године 1602. основана је Холандска источноиндијска компанија (Vereenigde Oostindische Compagnie или VOC), прва мултинационална компанија у историји. Ова компанија је представљала холандски монопол над трговином са Азијом који је трајао два века. Постала је најзначајнија компанија XVII века. Зачини из Азије су увожени у великим количинама и доносили су огромне профите услед урачунатог ризика и огромне потражње. Амстердамска берза основана је 1609, један век пре сличне институције у Енглеској.
Почевши од 1640, Холандска источноиндијска компанија имала је монопол на трговином са Јапаном, са својом трговачком луком на острву Деџима. Ово острво се налази близу Нагасакија и има само 15.000 m². До 1854. Холанђани су били једини јапански прозор у западни свет. Западни производи и научна открића довели су до развоја јапанске научне дисциплине рангаку или „холандске студије“. Тако су Јапанци у дужем периоду дошли до сазнања о сатовима, ефектима електрицитета, лету балоном и другим западним проналасцима.
Холанђани су доминирали и у трговини у Европи. Географски положај Холандије је био повољан, на раскршћу трговачких путева и близу реке Рајне која их је повезивала са важним немачким залеђем. Холандски трговци слали су бродове који су превозили вино из Француске и Португалије у област Балтика, а враћали се са товарима жита за медитеранске земље. Око 1680. сваке године је у Балтичко море улазило приближно хиљаду холандских бродова.
Напредовала је и домаћа привреда. Први примери били су бродоградилишта и производња шећера. Порасло је искоришћавање пољопривредних површина, које су делом отете од мора (полдери), на којима се производило жито, или настајале сточарске фарме.
Иако је за Златно доба била карактеристична и трговина робовима, она је представљала само мали део укупних прихода. Године 1619. Холанђани су почели са трговином робовима које су из Африке превозили у Америку. Око 1650. постали су водећа земља Европе у овој трговини, у чему су их претекли Британци око 1700. Лука Амстердама била је европска престоница трговине робовима са до 10.000 бродова намењених овој трговини.
Развој трговине створио је широк и богат трговачки слој. Ново доба просперитета довело је до великог напретка ликовних уметности, књижевности и науке.

### Национална свест
Побуна против шпанске власти, боље позната као Осамдесетогодишњи рат, била је борба за верску, економску и политичку независност. Завршена је потпуном победом Републике седам уједињених провинција, што је довело до настанка националног идентитета. Овај процес је у великој мери довршен 1609. склапањем примирја са Шпанијом које ће трајати 20 година.

## Друштвена структура
У Холандији XVII века друштвени положај појединца највише је одређивало његово богатство. Земљопоседничка аристократија је имала мали значај јер је постојала само у мање развијеним провинцијама у унутрашњости, а не у градовима у којима су доминирали трговци и њихов новац. Ни клерици нису имали велики утицај: Католичка црква је била потиснута током рата са Шпанијом. Нови покрет протестантизма био је подељен. Ситуација у суседним земљама била је другачија. Ту је друштвени статус био и даље углавном условљен племенитим пореклом и тако стање ће се одржати до Француске револуције 1789.
Ово не значи да је аристократски статус био без значаја. Богати трговци су куповали имања и добијали грбове и печате. Тако су и сами постајали аристократе. Трговци су такође ценили јавну службу као пут којим се стиче економска моћ и престиж. Пут до такве каријере били су универзитети.
После аристократа и патриција (трговачких магната) долазила је богата средња класа протестантских свештеника, адвоката, лекара, мањих трговаца, индустријалиста и државних службеника. Испод њих су били сељаци-фармери, занатлије, бакали и државне бирократе. Следећи слој су чинили квалификовани радници, слушкиње, слуге, морнари и други услужни радници. На дну социјалне пирамиде били су сиромашни сељаци који су у градовима били просјаци или надничари.
Због значаја богатства у дефинисању социјалног положаја поделе међу класама су биле не тако оштре и прелаз из једне у другу је био честа појава. Калвинизам, као доминантна религија, наглашавао је значај скромности и донекле је занемаривао социјалне разлике. Зараде радника и сељака биле су боље него у већем делу Европе.

## Религија
Државна религија Холандске републике био је калвинизам, али то не значи да је постојало религијско јединство. Иако је Холандија била релативно толерантно друштво у поређењу са другим европским друштвима, богатство и друштвени статус били су резервисани готово искључиво за протестанте. Ни протестанти међу собом нису били јединствени, већ су се поделили на бројне секте.
Католици су могли да откупе привилегију да држе своје церемоније у приватним кућама, али им државна служба није била доступна. Католици, анабаптисти и јевреји су се обично груписали у својим градским гетима. Изузетак је био град Утрехт у коме су католици чинили 40% становништва.

## Наука
Због своје климе интелектуалне толеранције Холандска република је привлачила научнике и мислиоце из целе Европе. Њихово главно место окупљања био је Универзитет у Лајдену основан 1575. Француски филозоф Рене Декарт је живео у Лајдену од 1628. до 1649.
Холандски адвокати су били чувени по свом познавању међународног поморског и трговачког права. Хуго Гроције (1583–1645) је био један од пионира међународног права. Он је измислио појам слободне морске пловидбе (Mare liberum). Такође је формулисао законе примењиве на ратно стање у делу De iure belli ac pacis.
Кристијан Хајгенс (1629–1695) је био чувени астроном, физичар и математичар. Измислио је сат са клатном, што је био огроман напредак у вештини мерења времена. У астрономским истраживањима описао је сатурнове прстенове. Дао је допринос и у теорији оптике. Најзначајнији Холандски научник у овој области физике био је Антони ван Левенхук, који је по некима пронашао, а по другима унапредио микроскоп и био први научник који је посматрао микроскопске организме. Тиме је поставио основе микробиологије.
Инжењер хидраулике Јан Легватер (1575–1650) је постигао значајан успех у вечној холандској борби са морем. Он је претворио неколико језера у полдере, тако што је ветрењачама испумпао воду из њих.
Због холандске толерантности цветало је издаваштво. Многа дела о религији, филозофији и науци, која би изазвала контроверзе у иностранству, штампана су у Холандији. Тако је ова земља у 17. веку била „европска штампарија“.

## Култура
Култура у Холандији се знатно разликовала од културног живота у суседним земљама. Са ретким изузецима (драматург Јост ван ден Вондел), барок није имао великог утицаја. Орнаменталност овог стила није одговарала строгом духу становништва које је већим делом било калвинистичко.
У новој ери доминанирало је грађанство, највише у западним провинцијама: Холандији, и у мањој мери Зеланду и Утрехту. У осталим државама спонзори и мецене уметника били су богате аристократе, док су у Холандији аристоктати били практично непостојећа класа, а ову функцију су обављали богати трговци.
Центри културних активности биле су градске милиције (schutterij) и реторичка удружења (rederijkerskamer). Прве су обављале дужност одбране градова у форми полиције и биле су омиљена разонода богатих грађана. Поносни на свој статус, често су приказивани на групним портретима, као што је чувена „Ноћна стража“. Реторичка удружења су промовисала књижевно стваралаштво, као што су поезија, театар и дискутовање, у форми конкурса. Градови су били поносни на ова удружења и помагали су их финансијски.

### Сликарство
Сликарство Златног доба су карактерисале многе тенденције барокне уметности присутне у другим деловима Европе, као што су каравађизам и реализам, али су постојали и мајстори специфичних сликарских тема: мртва природа, пејзажно сликарство и жанр сликарство. Били су популарни још историјско сликарство и портрети. Сакупљање уметнина било је присутно свуда у Европи, али је за холандско Златно доба било карактеристично да су богата средња класа и трговци били фактор који је одлучујуће утицао на популарност одређених сликарских жанрова.
Ова тенденција, заједно са недостатком наруџбина за црквену уметност, иначе веома траженој у католичкој Европи, резултовала је у великом броју „сцена из свакодневног живота“ (жанр сцене) и другим примерима световног сликарства. Пејзажи и прикази са мора, на пример, су као тема били карактеристични за земљу везану за море одакле је потицала моћ и богатсво републике у Златном добу. Посебна карактеристика холандског барокног сликарства су велики групни портрети, посебно они који су представљали градске милиције.
Међу најпознатијим сликарима Златног доба Холандије налазе се: доминантна фигура ове епохе, Рембрант ван Рејн, мајстор из Делфта Јоханес Вермер, иновативни сликар пејзажа Јакоб ван Ројсдал и Франс Халс, који је на нов начин приступио портрету. Још су значајни маниристи из Харлема, каравађисти из Утрехта, школа сликара уз Делфта и холандски класицизам.